# Diocèse de Bayonne
Le diocèse de Bayonne est un ancien diocèse français de la province ecclésiastique d'Auch supprimé en 1790. Il est remplacé par le diocèse de Bayonne, Lescar et Oloron.
|  |  |